# Parni valjak (kompilacija)
Parni valjak je prvi kompilacijski album istoimene grupe, izašao 1985. godine

## Popis pjesama:
1. Hrast (1979., s albuma Gradske priče)
2. Neda (1980., s albuma Vruće igre)
3. Ona je tako prokleto mlada (1980., s albuma Vruće igre)
4. Moje dnevne paranoje (1981., s albuma Vrijeme je na našoj strani)
5. Ma 'ajde (gledaj stvari mojim očima) (1983., s albuma Glavnom ulicom)
6. Ne zovi (1983., s albuma Glavnom ulicom)
7. Kao ti (1981., s albuma Vrijeme je na našoj strani)
8. Uhvati ritam (1984., s albuma Uhvati ritam)
9. Stranica dnevnika (1979., s albuma Gradske priče)
10. Hvala ti (1980., s albuma Vruće igre)
11. Samo sjećanja (1980., s albuma Vruće igre)
12. Staška (1981., s albuma Vrijeme je na našoj strani)
13. Hajde kaži pošteno (1983., s albuma Glavnom ulicom)
14. Pusti nek' traje (1984., s albuma Uhvati ritam)